# Museo dei fossili di Bolca
Il museo dei fossili di Bolca sorge nell'omonima località dell'alta Val d'Alpone, nella zona orientale della Lessinia, in prossimità di noti giacimenti fossiliferi da secoli studiati dai paleontologi per via della abbondanza e varietà dei fossili che vi si rivengono. La visita al museo può proseguire tramite una passeggiata che scende dall'abitato di Bolca verso il monte Postale e la Pesciara, i due giacimenti di origine marina più famosi e importanti d'Italia; in particolare alcune gallerie della Pesciara sono anche visitabili.

## Storia
Il museo dei fossili di Bolca nasce nel 1971 in un edificio di piccole dimensioni, dove furono esposti i più interessanti reperti paleontologici suddivisi per giacimento, con alcuni raffigurazioni di come doveva essere l'ambiente di Bolca nell'Eocene. Con il passare degli anni, vista la sempre maggiore importanza scientifica della Pesciara e del Monte Postale e il crescente numero dei visitatori, la Comunità montana della Lessinia realizzò una nuova struttura per ospitare le collezioni museali, per la cui gestione è stata stipulata una convenzione con la famiglia Cerato, proprietaria dei giacimenti fossiliferi. Il nuovo museo, situato su due livelli e con tre sale espositive, venne quindi inaugurato il 28 luglio 1996.

## Descrizione
Il museo è caratterizzato da una sala conferenze, ove è possibile visionare un filmato didattico, e da tre sale espositive principali:
- nella sala introduttiva trovano degli inquadramenti geografici e geologici delle principali località fossilifere della Val d'Alpone, vengono presentati i principali giacimenti paleontologici di Bolca e descritte le stratigrafie locali, con notizie sui processi di fossilizzazione e le tecniche di estrazione dei reperti, e infine si trova una vetrina che preannuncia i pesci fossili che il visitatore potrà visionare meglio durante il percorso espositivo;
- attraversata una galleria che racconta dei principali personaggi che hanno scavato e studiato i fossili di Bolca, si accede alla seconda sala in cui sono esposti la maggior parte dei pesci fossili oltre a due acquari che mostrano degli ambienti che, secondo gli esperti, potrebbero ricordare quelli presenti nel mare della Tetide 50 milioni di anni fa;
- al piano superiore si trova infine un'ampia sala dove i fossili sono raccolti e raggruppati secondo un criterio ambientale, in particolare è presente una vetrina con resti di coccodrillo, tartarughe e palme, mentre un ampliamento dell'esposizione avvenuto nel 2014 ha permesso di aggiungere alcune vetrine con i reperti più significativi rinvenuti nel corso dei precedenti dieci anni di scavi.